# Nádasdy Lajos
Nádasdy Lajos (Felsőkelecsény, 1913. január 28. – Celldömölk, 2014. április 19.) tudományos szakíró, helytörténész, nyugalmazott református lelkész, tanár, a Dunántúli Református Egyházkerület Tudományos Gyűjteményének egykori munkatársa.

## Élete
Pápán és Enyingen volt kisgyermek, majd a pápai református kollégiumban érettségizett 1932-ben, majd Pápán református és Bécsben evangélikus teológiát végzett. Első szolgálati helye is Pápa volt, ahol kapcsolatba került a népi írókkal, Illyés Gyulával, Keresztury Dezsővel. Celldömölkön, Nagyvázsonyban, Zánkán, Nemesvámoson és Sárváron szolgált. Írásai az 1940-es évektől jelentek meg több megyei folyóiratban, valamint országos szaklapban (Irodalomtörténet, Életünk, Vigilia, Vasi Szemle, Horizont stb.). Vas és Veszprém vármegye múltjának feltárásában és megismertetésében elévülhetetlen érdemeket szerzett. Nevéhez fűződik a celldömölki gimnázium létrehozása a Nemzeti Paraszt Párt megyei titkáraként. Életmottója: „Hálás vagyok Istennek, hogy vállalt szolgálatomat mind az egyház, mind a nemzet, az egyetemes magyar kultúra javára végezhettem. Az Ő kegyelme hordozott, ereje újított mindenkor a szükséges mértékben, és még most is – átlépve a bibliai korhatárt – éltet, hordoz, újít.” (Idézet)

## Díjai, kitüntetései
- Kiváló Munkáért miniszteri kitüntetés
- Pápa Város Díszoklevele kitüntetés (1996)

## Művei
- Nádasdy Lajos műveinek válogatott bibliográfiája (Acta Papensia. 2. 2002/3-4. pp. 265–268)